# Жаклін Рентерія
Жаклін Рентерія  (ісп. Jaqueline Renteria, 23 лютого 1986) — колумбійська борчиня, бронзова призерка чемпіонату світу, дворазова олімпійська медалістка.

## Біографія
Боротьбою почала займатися з 2000 року. Виступає за борцівський клуб «Оноріо Окада» з Калі.

## Спортивні результати на міжнародних змаганнях

### Виступи на Олімпіадах
| Змагання                    | Збірна   | Вагова категорія          | Місце  |
| --------------------------- | -------- | ------------------------- | ------ |
| Літні Олімпійські ігри 2008 | Колумбія | жіноча боротьба, до 55 кг | Бронза |
| Літні Олімпійські ігри 2012 | Колумбія | жіноча боротьба, до 55 кг | Бронза |
| Літні Олімпійські ігри 2016 | Колумбія | жіноча боротьба, до 58 кг | 8      |

### Виступи на Чемпіонатах світу
| Змагання                        | Збірна   | Вагова категорія          | Місце  |
| ------------------------------- | -------- | ------------------------- | ------ |
| Чемпіонат світу з боротьби 2006 | Колумбія | жіноча боротьба, до 59 кг | 9      |
| Чемпіонат світу з боротьби 2007 | Колумбія | жіноча боротьба, до 55 кг | 7      |
| Чемпіонат світу з боротьби 2011 | Колумбія | жіноча боротьба, до 55 кг | 32     |
| Чемпіонат світу з боротьби 2013 | Колумбія | жіноча боротьба, до 63 кг | 5      |
| Чемпіонат світу з боротьби 2014 | Колумбія | жіноча боротьба, до 63 кг | 19     |
| Чемпіонат світу з боротьби 2015 | Колумбія | жіноча боротьба, до 58 кг | 5      |
| Чемпіонат світу з боротьби 2017 | Колумбія | жіноча боротьба, до 63 кг | Бронза |
| Чемпіонат світу з боротьби 2018 | Колумбія | жіноча боротьба, до 62 кг | 9      |
| Чемпіонат світу з боротьби 2019 | Колумбія | жіноча боротьба, до 62 кг | 25     |

### Виступи на Панамериканських чемпіонатах
| Змагання                                   | Збірна   | Вагова категорія          | Місце  |
| ------------------------------------------ | -------- | ------------------------- | ------ |
| Панамериканський чемпіонат з боротьби 2005 | Колумбія | жіноча боротьба, до 59 кг | Золото |
| Панамериканський чемпіонат з боротьби 2006 | Колумбія | жіноча боротьба, до 59 кг | Срібло |
| Панамериканський чемпіонат з боротьби 2007 | Колумбія | жіноча боротьба, до 55 кг | Золото |
| Панамериканський чемпіонат з боротьби 2013 | Колумбія | жіноча боротьба, до 63 кг | Бронза |
| Панамериканський чемпіонат з боротьби 2014 | Колумбія | жіноча боротьба, до 63 кг | Золото |
| Панамериканський чемпіонат з боротьби 2016 | Колумбія | жіноча боротьба, до 60 кг | Золото |
| Панамериканський чемпіонат з боротьби 2017 | Колумбія | жіноча боротьба, до 63 кг | 7      |
| Панамериканський чемпіонат з боротьби 2018 | Колумбія | жіноча боротьба, до 62 кг | Бронза |
| Панамериканський чемпіонат з боротьби 2020 | Колумбія | жіноча боротьба, до 62 кг | 7      |

### Виступи на Панамериканських іграх
| Змагання                  | Збірна   | Вагова категорія          | Місце  |
| ------------------------- | -------- | ------------------------- | ------ |
| Панамериканські ігри 2007 | Колумбія | жіноча боротьба, до 55 кг | Золото |
| Панамериканські ігри 2015 | Колумбія | жіноча боротьба, до 63 кг | Бронза |
| Панамериканські ігри 2019 | Колумбія | жіноча боротьба, до 62 кг | Срібло |

### Виступи на Чемпіонатах світу
| Змагання                                    | Збірна   | Вагова категорія          | Місце  |
| ------------------------------------------- | -------- | ------------------------- | ------ |
| Чемпіонат Південної Америки з боротьби 2012 | Колумбія | жіноча боротьба, до 63 кг | Золото |
| Чемпіонат Південної Америки з боротьби 2013 | Колумбія | жіноча боротьба, до 63 кг | Золото |

### Виступи на Південноамериканських іграх
| Змагання                       | Збірна   | Вагова категорія          | Місце  |
| ------------------------------ | -------- | ------------------------- | ------ |
| Південноамериканські ігри 2014 | Колумбія | жіноча боротьба, до 63 кг | Золото |
| Південноамериканські ігри 2018 | Колумбія | жіноча боротьба, до 62 кг | Бронза |

### Виступи на Центральноамериканських і Карибських чемпіонатах
| Змагання                                                       | Збірна   | Вагова категорія          | Місце  |
| -------------------------------------------------------------- | -------- | ------------------------- | ------ |
| Центральноамериканський і Карибський чемпіонат з боротьби 2018 | Колумбія | жіноча боротьба, до 62 кг | Золото |

### Виступи на Центральноамериканських і Карибських іграх
| Змагання                                                | Збірна   | Вагова категорія          | Місце  |
| ------------------------------------------------------- | -------- | ------------------------- | ------ |
| Центральноамериканські і Карибські ігри 2006            | Колумбія | жіноча боротьба, до 59 кг | Бронза |
| Центральноамериканські і Карибські ігри 2010 (Маягуес)  | Колумбія | жіноча боротьба, до 59 кг | Золото |
| Центральноамериканські і Карибські ігри 2014 (Сан-Хуан) | Колумбія | жіноча боротьба, до 63 кг | Срібло |
| Центральноамериканські і Карибські ігри 2014 (Веракрус) | Колумбія | жіноча боротьба, до 63 кг | Золото |
| Центральноамериканські і Карибські ігри 2018            | Колумбія | жіноча боротьба, до 62 кг | Бронза |

### Виступи на Боліваріанських іграх
| Змагання                 | Збірна   | Вагова категорія          | Місце  |
| ------------------------ | -------- | ------------------------- | ------ |
| Боліваріанські ігри 2013 | Колумбія | жіноча боротьба, до 63 кг | Золото |

### Виступи на інших змаганнях
| Змагання                                                        | Збірна   | Вагова категорія          | Місце  |
| --------------------------------------------------------------- | -------- | ------------------------- | ------ |
| Міжнародний меморіал Дейва Шульца 2007                          | Колумбія | жіноча боротьба, до 55 кг | Бронза |
| Klippan Lady Open 2010                                          | Колумбія | жіноча боротьба, до 63 кг | 5      |
| Золотий Гран-прі з боротьби 2010 (Кліппан )                     | Колумбія | жіноча боротьба, до 63 кг | 5      |
| Міжнародний турнір Ньюйоркського атлетичного клубу 2011         | Колумбія | жіноча боротьба, до 59 кг | Срібло |
| Золотий Гран-прі з боротьби 2012 (Кліппан )                     | Колумбія | жіноча боротьба, до 55 кг | 7      |
| Олімпійський кваліфікаційний турнір з боротьби 2012 (Гельсінкі) | Колумбія | жіноча боротьба, до 55 кг | Золото |
| Austrian Ladies Open 2012                                       | Колумбія | жіноча боротьба, до 59 кг | Золото |
| Відкритий чемпіонат Польщі з боротьби 2012                      | Колумбія | жіноча боротьба, до 59 кг | Золото |
| Гран-прі Іспанії з боротьби 2012                                | Колумбія | жіноча боротьба, до 59 кг | Золото |
| Klippan Lady Open 2013                                          | Колумбія | жіноча боротьба, до 63 кг | Бронза |
| Золотий Гран-прі з боротьби 2013 (Сассарі)                      | Колумбія | жіноча боротьба, до 63 кг | Срібло |
| Гран-прі Іспанії з боротьби 2013                                | Колумбія | жіноча боротьба, до 63 кг | Срібло |
| Кубок Гранми з боротьби 2014                                    | Колумбія | жіноча боротьба, до 63 кг | Золото |
| Кубок Канади з боротьби 2014                                    | Колумбія | жіноча боротьба, до 63 кг | Золото |
| Міжнародний меморіал Білла Фаррелла 2014                        | Колумбія | жіноча боротьба, до 63 кг | Золото |
| Гран-прі Парижа з боротьби 2015                                 | Колумбія | жіноча боротьба, до 63 кг | Срібло |
| Klippan Lady Open 2015                                          | Колумбія | жіноча боротьба, до 63 кг | Бронза |
| Турнір Олександра Медведя 2015                                  | Колумбія | жіноча боротьба, до 63 кг | Золото |
| Турнір «Олімпія» 2015                                           | Колумбія | жіноча боротьба, до 63 кг | Золото |
| Гран-прі Німеччини з боротьби 2015                              | Колумбія | жіноча боротьба, до 63 кг | 7      |
| Турнір міста Сассарі 2015                                       | Колумбія | жіноча боротьба, до 63 кг | Золото |
| Гран-прі Парижа з боротьби 2016                                 | Колумбія | жіноча боротьба, до 63 кг | 12     |
| Меморіал Іона Корнеану і Ладислава Сімона 2017                  | Колумбія | жіноча боротьба, до 63 кг | Золото |
| Відкритий чемпіонат Польщі з боротьби 2018                      | Колумбія | жіноча боротьба, до 62 кг | 10     |
| Турнір Олександра Медведя 2018                                  | Колумбія | жіноча боротьба, до 62 кг | 7      |
| Гран-прі Іспанії з боротьби 2019                                | Колумбія | жіноча боротьба, до 62 кг | Бронза |
| Олімпійський кваліфікаційний турнір з боротьби 2020 (Оттава)    | Колумбія | жіноча боротьба, до 62 кг | 6      |
| Турнір Дана Колова — Николи Петрова 2021                        | Колумбія | жіноча боротьба, до 62 кг | 4      |
| Олімпійський кваліфікаційний турнір з боротьби 2020 (Софія)     | Колумбія | жіноча боротьба, до 62 кг | 9      |

### Виступи на змаганнях молодших вікових груп
| Змагання                                                 | Збірна   | Вагова категорія          | Місце  |
| -------------------------------------------------------- | -------- | ------------------------- | ------ |
| Панамериканський чемпіонат з боротьби серед юніорів 2004 | Колумбія | жіноча боротьба, до 55 кг | Бронза |
| Панамериканський чемпіонат з боротьби серед юніорів 2006 | Колумбія | жіноча боротьба, до 59 кг | Золото |
| Чемпіонат світу з боротьби серед юніорів 2006            | Колумбія | жіноча боротьба, до 59 кг | Срібло |